# Tiro esportivo nos Jogos Europeus de 2015
As competições de tiro esportivo nos Jogos Europeus de 2015 foram disputadas no Centro de Tiro de Baku, em Baku entre 16 e 22 de junho. Foram disputadas 19 modalidades. 

## Calendário
| Junho          | 12 | 13 | 14 | 15 | 16 | 17 | 18 | 19 | 20 | 21 | 22 | 23 | 24 | 25 | 26 | 27 | 28 |
| -------------- | -- | -- | -- | -- | -- | -- | -- | -- | -- | -- | -- | -- | -- | -- | -- | -- | -- |
| Tiro esportivo |    |    |    |    | 3  | 3  | 2  | 2  | 3  | 3  | 3  |    |    |    |    |    |    |

|  | Dia de competição |  | Dia de final |

## Qualificação
A maior parte (295 de 330) dos lugares de quota de qualificação foi atribuída com base em classificações europeias em 31 de dezembro de 2014. As vagas de cota foram destinadas a atletas que estão entre: - 33 melhores classificados nas modalidades armadilha e skeets masculinos; 30 melhores classificados em todos os eventos individuais nas modalidades Pistola e Rifle de ambos os sexos; - 18 melhores classificados em Armadilha Feminina e Skeet e armadilha dupla Masculina.
O número máximo de atletas por país é de 2 em cada evento. Caso haja mais de 2 atletas entre os primeiros colocados, os lugares excedentes foram adicionados ao conjunto de lugares da Universalidade, concedidos para garantir que um maior número de nações tenham representação no evento. Independentemente da classificação, O Azerbaijão como nação anfitriã, tem 9 lugares de cota, 5 para homens e 4 para mulheres.
Não haverá lugares de cota separados em relação aos eventos mistos. Pelo contrário, apenas as nações com entradas nos eventos masculinos e femininos relevantes poderão competir com os atiradores existentes. 

## Medalhistas
Masculino
| Evento                               | Ouro                              | Prata                        | Bronze                             |
| ------------------------------------ | --------------------------------- | ---------------------------- | ---------------------------------- |
| Pistola de ar 10 m detalhes          | Damir Mikec SRB Sérvia            | João Costa POR Portugal      | Juraj Tužinský SVK Eslováquia      |
| Carabina de ar 10 m detalhes         | Vitali Bubnovich BLR Bielorrússia | Niccolo Campriani ITA Itália | Sergey Richter ISR Israel          |
| Tiro rápido 25 m detalhes            | Christian Reitz GER Alemanha      | Alexei Klimov RUS Rússia     | Oliver Geis GER Alemanha           |
| Pistola 50 m detalhes                | Damir Mikec SRB Sérvia            | Pavol Kopp SVK Eslováquia    | Abdullah Ömer Alimoğlu TUR Turquia |
| Carabina deitado 50 m detalhes       | Henri Junghänel GER Alemanha      | Marco de Nicolo ITA Itália   | Sergei Martynov BLR Bielorrússia   |
| Carabina três posições 50 m detalhes | Valerian Sauveplane FRA França    | Petar Gorsa CRO Croácia      | Vitali Bubnovich BLR Bielorrússia  |
| Skeet detalhes                       | Valerio Luchini ITA Itália        | Stefan Nilsson SWE Suécia    | Marko Kemppainen FIN Finlândia     |
| Fossa olímpica detalhes              | Alexey Alipov RUS Rússia          | Erik Varga SVK Eslováquia    | Giovanni Pellielo ITA Itália       |
| Fossa dublê detalhes                 | Vitaly Fokeev RUS Rússia          | Richárd Bognár HUN Hungria   | Antonino Barillà ITA Itália        |

Feminino
| Evento                               | Ouro                            | Prata                          | Bronze                           |
| ------------------------------------ | ------------------------------- | ------------------------------ | -------------------------------- |
| Pistola de ar 10 m detalhes          | Zorana Arunović SRB Sérvia      | Sonia Franquet ESP Espanha     | Viktoria Chaika BLR Bielorrússia |
| Carabina de ar 10 m detalhes         | Andrea Arsović SRB Sérvia       | Sarah Hornung SUI Suíça        | Barbara Engleder GER Alemanha    |
| Pistola 25 m detalhes                | Heidi Diethelm Gerber SUI Suíça | Antoaneta Boneva BUL Bulgária  | Monika Karsch GER Alemanha       |
| Carabina três posições 50 m detalhes | Petra Zublasing ITA Itália      | Laurence Brize FRA França      | Olivia Hofmann AUT Áustria       |
| Skeet detalhes                       | Amber Hill GBR Grã-Bretanha     | Diana Bacosi ITA Itália        | Chiara Cainero ITA Itália        |
| Fossa olímpica detalhes              | Fátima Gálvez ESP Espanha       | Arianna Perilli SMR San Marino | Elena Tkach RUS Rússia           |

Misto
| Evento                       | Ouro                                         | Prata                                            | Bronze                                              |
| ---------------------------- | -------------------------------------------- | ------------------------------------------------ | --------------------------------------------------- |
| Pistola de ar 10 m detalhes  | GER Alemanha Christian Reitz Monika Karsch   | GRE Grécia Anna Korakaki Konstantinos Malgarinos | RUS Rússia Vladimir Gontcharov Ekaterina Korshunova |
| Carabina de ar 10 m detalhes | ITA Itália Niccolo Campriani Petra Zublasing | DEN Dinamarca Steffen Olsen Stine Nielsen        | RUS Rússia Sergey Kruglov Daria Vdovina             |
| Skeet detalhes               | ITA Itália Valerio Luchini Diana Bacosi      | CYP Chipre Georgios Achilleos Andri Eleftheriou  | FRA França Anthony Terras Lucie Anastassiou         |
| Fossa olímpica detalhes      | SVK Eslováquia Erik Varga Zuzana Štefečeková | RUS Rússia Alexey Alipov Elena Tkach             | SMR San Marino Manuel Mancini Alessandra Perilli    |

## Quadro de medalhas
O quadro de medalhas foi publicado. 
| Ordem | País             | Medalha de ouro | Medalha de prata | Medalha de bronze |    |
| ----- | ---------------- | --------------- | ---------------- | ----------------- | -- |
| 1     | ITA Itália       | 4               | 3                | 3                 | 10 |
| 2     | SRB Sérvia       | 4               |                  |                   | 4  |
| 3     | GER Alemanha     | 3               |                  | 3                 | 6  |
| 4     | RUS Rússia       | 2               | 2                | 3                 | 7  |
| 5     | SVK Eslováquia   | 1               | 2                | 1                 | 4  |
| 6     | FRA França       | 1               | 1                | 1                 | 3  |
| 7     | ESP Espanha      | 1               | 1                |                   | 2  |
|       | SUI Suíça        | 1               | 1                |                   | 2  |
| 9     | BLR Bielorrússia | 1               |                  | 3                 | 4  |
| 10    | GBR Grã-Bretanha | 1               |                  |                   | 1  |
| 11    | SMR San Marino   |                 | 1                | 1                 | 2  |
| 12    | BUL Bulgária     |                 | 1                |                   | 1  |
|       | CRO Croácia      |                 | 1                |                   | 1  |
|       | CYP Chipre       |                 | 1                |                   | 1  |
|       | DEN Dinamarca    |                 | 1                |                   | 1  |
|       | GRE Grécia       |                 | 1                |                   | 1  |
|       | HUN Hungria      |                 | 1                |                   | 1  |
|       | POR Portugal     |                 | 1                |                   | 1  |
|       | SWE Suécia       |                 | 1                |                   | 1  |
| 20    | AUT Áustria      |                 |                  | 1                 | 1  |
|       | FIN Finlândia    |                 |                  | 1                 | 1  |
|       | ISR Israel       |                 |                  | 1                 | 1  |
|       | TUR Turquia      |                 |                  | 1                 | 1  |
| TOTAL | TOTAL            | 19              | 19               | 19                | 57 |